# Blær Hinriksson
Blær Hinriksson est un acteur et handballeur islandais, né le 24 décembre 2001 à Kópavogur (Höfuðborgarsvæðið).

## Biographie

### Jeunesse et formation
Blær Hinriksson naît le 24 décembre 2001 à Kópavogur, en Höfuðborgarsvæðið. Son père, Hinrik Ólafsson (is), est acteur, et sa mère, Drífa Harðardóttir. Il a deux frères, l'un est acteur et l'autre, acteur et musicien. Son oncle, Egill Ólafsson (en), est l'un des chanteurs et acteurs plus connus de son pays.
Très jeune, il assiste à des cours de théâtre.

### Carrière

#### Acteur
Blær Hinriksson commence sa carrière d'acteur, en 2015, à l'âge de 14 ans, dans le court métrage Rainbow Party d'Eva Sigurdardottir.
En plein été 2015, il se joint au tournage du premier long métrage Heartstone (Hjartasteinn) de Guðmundur Arnar Guðmundsson, dans lequel il joue le rôle principal aux côtés de Baldur Einarsson. Ce film est sélectionné en avant-première mondiale à la Mostra de Venise en septembre 2016. Fin février 2017, toujours pour ce film, il récolte le prix du meilleur acteur de l'année à la cérémonie d'Edda, : « Quand j'ai appris que j'étais nommé pour un prix Edda, je me suis dit que ce serait vraiment fou d'être nommé. (…) Cette récompense m'a un peu surpris parce que je suis si jeune, je n'ai que 15 ans », raconte-il dans un entretien.
En 2022, il apparaît dans le film Les Belles Créatures (Berdreymi) de Guðmundur Arnar Guðmundsson, pour lequel il nommé, l'année suivante, meilleur acteur dans un second rôle de l'année à la cérémonie d'Edda.

#### Handballeur
En septembre 2019, Blær Hinriksson fait son premier pas dans la ligue masculine d'Olís, en tant que joueur de handball. En 2020, il se joint au club Afturelding Mosfellsbær,.

## Filmographie partielle

### Longs métrages
- 2016 : Heartstone (Hjartasteinn) de Guðmundur Arnar Guðmundsson : Kristján
- 2022 : Les Belles Créatures (Berdreymi) de Guðmundur Arnar Guðmundsson : Símon

### Courts métrages
- 2015 : Rainbow Party d'Eva Sigurdardottir : Einar
- 2018 : Shells (Skeljar) d'Ísak Hinriksson : Stefán
- 2023 : Devil Never Killed de Tómas Nói Emilsson : le propriétaire du club

## Distinctions

### Récompense
- Edda Awards 2017 : meilleur acteur de l'année pour le rôle de Kristján dans Heartstone[9],[10]

### Nomination
- Edda Awards 2023 : meilleur acteur dans un second rôle de l'année[11]